# Osroes I
Osroes I (również Chosroes) – król Partii w latach 109–129 n.e. z dynastii Arsacydów. Syn Wononesa II i młodszy brat Pakorusa II.
Przez całe swoje panowanie walczył z innym pretendentem do tronu partyjskiego Wologazesem III, który sprawował kontrolę nad wschodnią częścią kraju.
Zaatakował w 113 n.e. Armenię i rządzącego nią Aksydaresa, syna Pakorusa II, z nadzieją osadzenia na tronie Partamazyrysa, innego syna Pakorusa II, jednak bez powodzenia, ponieważ spotkał się ze zdecydowanym działaniem Rzymian. Partamazyrys został pojmany w maju 114 n.e. i zabity, a Armenia do końca września tego samego roku zajęta i wcielona do cesarstwa.
W 114 r. n.e. cesarz Trajan dokonał inwazji na Mezopotamię z terenu Armenii. Szybkim marszem zajął wiele miast (Babilon, Seleucję) włącznie ze stolicą partyjską Ktezyfonem, która broniła się przez miesiąc. Osroes uciekł ze stolicy, a w ręce Rzymian dostała się jego córka oraz złoty tron. Na tron wprowadził Trajan Partamaspatesa, syna Osroesa, jako marionetkowego władcę Partii. W listopadzie 116 z Rzymianami rozpoczęli walkę Mitrydates IV, brat Osroesa z synem Sanatrucesem II oraz Partamaspatesem, synem Osroesa. W grudniu oddziały partyjskie pokonały Rzymian dowodzonych przez legata Mezopotamii Appiusza Maksymusa Santrę, dzięki czemu Mitrydates zasiadł na tronie w Armenii. Jednakże po podjęciu działań przez Luzjusza Kwietusa pod koniec zimy 117 Rzymianie opanowali sytuację w Armenni, a Partamaspates przeszedł wraz z wojskiem na stronę Rzymian. Następnie wiosną 117 w Ktezyfonie tenże syn Orodesa został ukoronowany przez Trajana na władcę Partów.
Po wycofaniu się Trajana, Osroes odzyskał tron partyjski, usuwając Partamaspatesa, który został królem Osroene. Cesarz Hadrian zwrócił mu w 129 n.e. córkę, wziętą przez Trajana do niewoli.